# Vitalij Volodimirovics Klicsko
Vitalij Volodimirovics Klicsko (ukránul: Віталій Володимирович Кличко; Belovodszkoje, 1971. július 19. –) egykori nehézsúlyú profi ökölvívó, politikus. Jelenleg az ukrajnai főváros, Kijev polgármestere. Beceneve: Vasököl. Profi ökölvívóként a WBO, a WBC és a nagy tekintélyű RING magazin nehézsúlyú világbajnoka volt. Öccse, Volodimir Klicsko szintén korábbi nehézsúlyú ökölvívó volt, aki a WBO, a WBA, az IBF, az IBO és a RING magazin bajnoki címeit tudhatta magáénak.

## Sportpályafutása

### Profi karrier
Vitalij és öccse 1996-ban, az atlantai olimpia után kezdte meg profi pályafutását a hamburgi Universum Box Promtionnél, edzőjük Fritz Sdunek volt. A Klicsko-fivérek – sok más ökölvívóval ellentétben – nem csak a sportban látták a kiutat, ennek köszönhetően, még profi karrierjük megkezdése előtt doktori képesítést szereztek maguknak sporttudományokból.
Első összecsapását 1996. november 16-án vívta a németországi Wandsbeckben, ellenfele Tony Bradham volt, akit az ukrán ökölvívó már az első menet elején kiütött. Ugyanezen a gálán debütált Vitalij öccse, Vlagyimir is. A "Vasököl" ezután is sorra megsemmisítette a klubja által kiszemelt ellenfeleket, így 2 év alatt 18-0, 18 KO-s rekorddal rendelkezett. Első címét, a WBO interkontinentális bajnoki övét, 1998 májusában, a tapasztalt Dicky Ryan ellen szerezte meg, akit az ukrán óriás könnyedén, az 5. menetben ütött ki. Vitalij stílusa ugyan nem volt technikás, de hatalmas ütőereje és átlag feletti ütésállósága rendkívül látványos volt.
Klicsko második címmérkőzésére 1998. október 24-én került sor Hamburgban Mario Schiesser ellen. Vitalij simán megnyerte az 1. menetet, majd a 2. menetben két alkalommal is padlóra küldte riválisát, így elhódította az EBU Európa-bajnoki címét is. Ez utóbbit két alkalommal védte meg, majd 1999. június 26-án összecsaphatott a WBO nehézsúlyú világbajnokával, Herbie Hide-dal. A mérkőzés előtt a címvédőt tartották esélyesebbnek, de Klicsko már az elején magához vette az irányítást és a 2. menetben ki is ütötte a címvédőt. A brutális csapás erejét mutatta, hogy Vitalij Hide bal oldalát találta el, de a brit ökölvívó jobb füléből folyt a vér!
Ezután Klicsko két alkalommal védte meg sikeresen a világbajnoki övét: első címvédésén, '99 október 9-én az addig veretlen Ed Mahone-t ütötte ki a 3. menetben, majd december 11-én, a 9. menetben állította meg Obed Sullivant a cím elhódításában. Harmadik címvédésére 2000. április 1-én került sor, amikor is az amerikai Chris Byrddel találkozott. Vitalij a mérkőzésen hatalmas fölényben bokszolt, de vállsérülés miatt a 10. menet után feladta a küzdelmet, így 28. mérkőzésén elszenvedte első vereségét. Sérüléséből felépülve az ukrán óriás november 25-én újra ringbe lépett, ráadásul címmérkőzésen – a tét az általa már egyszer birtokolt Európa-bajnoki cím volt. Ellenfele a németek egyik kedvence, a veretlen Timo Hoffmann volt. Klicsko pályafutása során először nyújtott gyengébb teljesítményt, a mérkőzés végére el is fáradt, ennek ellenére pontozásos győzelméhez nem férhetett kétség.
Következő összecsapására két hónappal később, 2001. január 21-én került sor a korábbi cirkálósúlyú világbajnok Orlin Norris ellen, a WBA nehézsúlyú interkontinentális bajnoki övéért. Klicsko már az 1. menetben két alkalommal padlóztatta Norrist, így újabb kiütéses győzelmet aratott. Az ukrán óriás legközelebb már a korábban Vlagyimirt legyőző Ross Puritty ellen bokszolt. Vitalij esélyt sem adott az amerikainak és a 11. menetben TKO-győzelmet aratott. Klicsko ezt követően legyőzte a tapasztalt Vaughn Beant, majd az amatőr korszakból már jól ismert Larry Donaldot is, így három címvédéssel a háta mögött már kihívó pozícióban (WBA/WBC) várta az újabb esélyt a világbajnoki cím elhódítására.
Vitalij a WBC-bajnok Lennox Lewis felé intézet kihívást, de az angol ökölvívó nem őt, hanem a kanadai Kirk Johnsont választotta ellenfélnek a következő címvédésére. A mérkőzésre való felkészülés során azonban Johnson megsérült, így Lewis kihívója végül csak az ukrán lett. A WBC/IBO övekért zajló összecsapásra 2003. június 21-én, Los Angelesben került sor, ahol Vitalij a második menetben majdnem padlóra küldte az angolt. A következő menetben Klicsko szeme megsérült, mely a  meccs további részében oly mértékben károsodott, hogy a 6. menet után le kellett őt léptesse a vezetőbíró. Klicsko dühösen fogadta a döntést, hiszen mindhárom pontozónál 58-56 arányban vezetett. Lewis megígérte neki a visszavágót, de kikötötte, hogy előtte Johnsonnal bokszoljon. Vitalij vállalta ezt, s a december 6-án rendezett összecsapás második menetében brutálisan ki is ütötte a kanadait. Győzelme ellenére azonban Lewis nem állt ki ellene, hanem 2004-es év elején visszavonult, megfosztva ezzel az ukránt a visszavágás lehetőségétől. Vitalij következő mérkőzésére 2004. április 24-én került sor, amikor is a megüresedett WBC övért bokszolhatott öccse korábbi legyőzőjével, Corrie Sandersszel. Vitalij hatalmas csatában, a 8. menetben TKO-val győzött, így újra világbajnoki övet csatolhattak a derekára. Évekkel később, Sanders halála után Vitalij a következő szavakkal méltatta ellenfelét: "Ő volt a legnehezebb ellenfél, akivel valaha megküzdöttem. Gyors volt és veszélyes, sosem feküdt nekem a stílusa"
Vitalij a Sanders elleni mérkőzés után megkapta a RING magazin legendás bajnoki övét is, így már WBC/RING egyesített világbajnoknak mondhatta magát. Első címvédésére még ugyanabban az évben, december 11-én került sor, ellenfele az amerikai Danny Williams volt. A találkozón az ukrán címvédő élő bokszzsákként használta ellenfelét, akit négyszer is padlóra küldött mielőtt a vezetőbíró TKO-győzelmet nem hirdetett volna a 8. menetben.
Következő címvédésére 2005. április 30-án került volna sor, a korábbi bajnok Hasim Rahman ellen, de Vitalij lábsérülése miatt az összecsapást június 18-ra kellett  halasztani. A fent említett probléma azonban a kijelölt időpontra nem jött rendbe, így egy hónappal ismét halasztaniuk kellett a meccset. Ekkor azonban Vitalij hát-, majd térdsérülést szenvedett, így egyik alkalommal sem tudott kiállni kihívója ellen. A sorozatos egészségügyi problémák miatt az ukrán sportoló 2005. november 9-én bejelentette, hogy a visszavonul az aktív ökölvívástól. Mivel címét nem a ringben vesztette el, a WBC szervezet Emeritus Champion státuszba helyezte őt, ami lehetőséget ad neki arra, hogy ha egyszer a visszatérés mellett dönt, akkor azonnal kihívhatja az aktuális világbajnokot.

### Visszatérés
Klicsko visszavonulását követően politikai pártot alapított, s két alkalommal is Kijev polgármesteri címéért indult harcba, ám egyszer sem járt sikerrel. 2006-ban és 2007-ben megpróbált visszatérni a ringbe az orosz Oleg Maszkajev ellen, de mind a két alkalommal kiújult a vállsérülése, így kénytelen volt visszalépni a mérkőzéstől.
Végül 2008. október 11-én, a berlini O2 Arénában tért vissza a WBC akkori nehézsúlyú világbajnoka, a nigériai Samuel Peter ellen. A mérkőzést megelőzően kérdéses volt, hogy az ukrán a sok év kihagyás után milyen formában tér vissza, illetve kiújul-e a vállsérülése. Vitalij azonban végig remekül használta bal-és jobbegyeneseit és nem engedte magához közel a bajnokot. A mérkőzés végül a 8. menetben ért véget, amikor is a teljesen kimerült címvédő feladta a további küzdelmet.

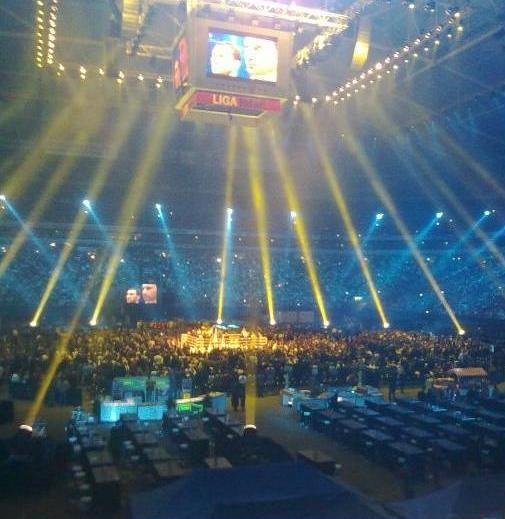
Klicsko–Sosnowski

 A sikeres visszatérés egyben azt is jelentette, hogy Vitalij és Vlagyimir egy időben voltak bajnokok, amire korábban még nem volt példa az ökölvívás történelmében. Több dolog is volt azonban amit nem lehetett figyelmen kívül hagyni: miközben Vitalij inaktív volt, öccse több szervezet nehézsúlyú világbajnoki övét is begyűjtötte, de rendkívül unalmas ökölvívással (ami leginkább fogásokból és balegyenesekből állt) szinte eladhatatlanná tette a Klicsko nevet Amerikában. Vitalij visszatérése is sokakat kiábrándított, mivel az addig szépen hajolgató és bátran támadó idősebbik Klicsko-testvér is biztonsági ökölvívást mutatott be és leginkább egyeneseire alapozva bokszolta ki Petert.
Vitalij első címvédésére 2009.március 21-én került sor Stuttgartban, amikor is a ranglistavezető és volt klubtárs Juan Carlos Gomez ellen lépett a kötelek közé. Klicsko ezen a mérkőzésen is leginkább egyeneseire alapozott és – pályafutása során először – előszeretettel alkalmazta a fogásokat is. Vitalij végül a 9. menetben állította meg Gomezt, de új stílusával végleg eladhatatlan lett az Egyesült Államokban, pedig visszatérése előtt elismerték és megvették a meccseit a tengerentúlon is.
Második címvédésére 2009 szeptember 26-án került sor a Los Angeles-i Staples Center-ben, de ez annak volt köszönhető, hogy ellenfele a veretlen amerikai tehetség Chris Arreola volt. Vitalij visszatérése óta először mutatott be olyan ökölvívást, mint régen és pályafutása egyik legjobb teljesítményét nyújtotta. Arreola szinte képtelen volt eltalálni őt a mérkőzés során, így Vitalij a 10. menetben újfent kiütéssel védte meg címét.
A tengerentúli siker azonban nem folytatódott, harmadik címvédésére ugyanis a svájci Bernben került sor a veretlen Kevin Johnson ellen. Vitalij ezen az összecsapáson pályafutása egyik legrosszabb teljesítményét nyújtotta: stílusa teljesen olyan volt, mint öccséé és az egész mérkőzést végig dulakodta. A meccset végül pontozásos győzelemmel nyerte meg.
Negyedik címvédésére 2010 májusában került sor, ismételten Németországban. Ellenfélként a lengyel Albert Sosnowskival nézett farkasszemet. Vitalij ezen az összecsapáson ugyan nem alkalmazott fogásokat, de egyenesein kívül nem nagyon használt más ütésformát. Végül a 10. menetben, egy jobbhorggal ismét kiütéssel védte meg címét.
Ötödik címvédő mérkőzésén, 2010. október 16-án, a hamburgi O2 Arénában egy rendkívül nehéz ellenfelet kapott a korábbi nehézsúlyú világbajnok Shannon Briggs személyében. Vitalij ezen az összecsapáson ismételten régi önmagát hozta és nem csak egyeneseket ütött, fogásokat pedig egyáltalán nem alkalmazott. A találkozót az ukrán óriás nyerte egyhangú pontozással, így Briggs a harmadik olyan ökölvívó lett, aki mind a 12 menetet kiállta Klicsko ellen. Viszont veresége mellett az amerikai súlyos agykárosodást és arccsonttörést is szenvedett.
Vitalij ökölvívásán ekkor észre lehetett venni, hogy ha akar még tud úgy bokszolni, mint visszatérése előtt. Miután azonban látta, hogy öccse is sikeres azzal a stílussal, hogy a mérkőzései alatt csak egyeneseket üt és a kritikus pillanatokban fogásokat alkalmaz, ő is a biztonságra törekedett, így csökkentve annak az esélyét, hogy újból kiújul a vállsérülése.
Vitalij következő címvédésére 2011. március 19-én, a korábbi amatőr világ- és olimpiai bajnok Odlanier Solís ellen került sor, aki a profik táborában is még veretlen volt akkor. Arreola után a kubai volt a második legveszélyesebb kihívó, akit Vitalij bevállalt az öccse helyett. Az előzetesen izgalmasnak nevezett találkozó azonban hamar véget ért: Vitalij már az 1. menetben, két horogütéssel úgy eltalálta Solíst, hogy a kihívó padlóra került és sérülésre hivatkozva feladta a további küzdelmet.

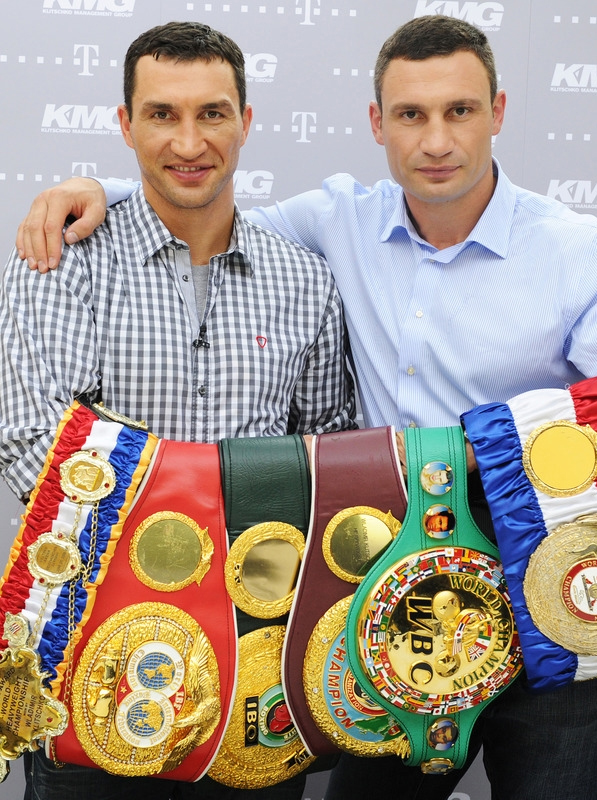
Volodimir és Vitalij Klicsko 2012 decemberében

Vitalij fél évvel később újfent megvédte világbajnoki címét a korábbi félnehéz- és cirkálósúlyú világbajnokkal Tomasz Adamekkel szemben. Klicsko egyeneseivel remekül kibokszolta a lengyelt, akit először a 6. menetben küldött padlóra, majd a 10. menetben végleg megsemmisítette. Vlagyimir ekkoriban kétszer is lemondta a Dereck Chisora elleni mérkőzést, így Vitalij 2012 február 18-án bevállalta a veszélyes angol kihívót. A mérkőzést megelőzően korántsem volt barátságos a viszony Klicsko és Chisora között, ugyanis az angol a mérlegelésen pofon vágta Vitalijt, majd a ringbe vonuláskor arcon köpte Vlagyimirt.
Chisora vélhetően ki akarta zökkenteni Vitalijt a ritmusából, de ez nem sikerült neki: a címvédő ugyanis az első négy menetben simán kibokszolta az angolt. Az ötödik menetben aztán újból kiújult Vitalij korábbi vállsérülése, emiatt a következő két menetet elbukta. A 7. menetet követően az ukrán összeszedte magát és jobbegyeneseire alapozva kibokszolta Chisorát, így pontozással legyőzte az angolt.
2012. szeptember 8-án, kilencedik címvédésén pályafutása során először bokszolhatott Oroszországban, mégpedig Moszkvában. Vitalij ellenfele a WBC első számú kihívója Manuel Charr volt. Klicsko már a 2. menetben padlóra küldte a kihívót, majd a 4. menetben végleg befejezte az összecsapást.
Vitalij időközben ismét Kijev polgármesteri címéért szállt harcba, így legtöbb idejét a politika töltötte ki. A kampányolás alatt a sérülése is kiújult, így halasztani kellett „következő” címvédését. Vitalijt végül a WBC 2013 augusztusában felszólította, hogy védje meg címét, de ő ekkor haladékot kért a szervezettől, amit meg is kapott. Vitalij végül 2013 decemberében bejelentette visszavonulását és kijelentette, hogy ezentúl teljes mértékben csak a politikára szeretne koncentrálni.

### Visszavonulás
Vitalij Klicsko visszavonulása után örökös Emeritus Champion státuszba került, ez a legnagyobb elismerés a WBC szervezettől.
Pályafutása során kétszer szerzett Európa-bajnoki (EBU, EBU) és interkontinentális (WBO, WBA) bajnoki címet, világbajnoki címet pedig három alkalommal (WBO, WBC/RING, WBC).
Profi mérlege: 47 mérkőzés, 45 győzelem (ebből 41 KO/TKO-val), 2 vereség, 0 döntetlen.

## Politikai pályafutása

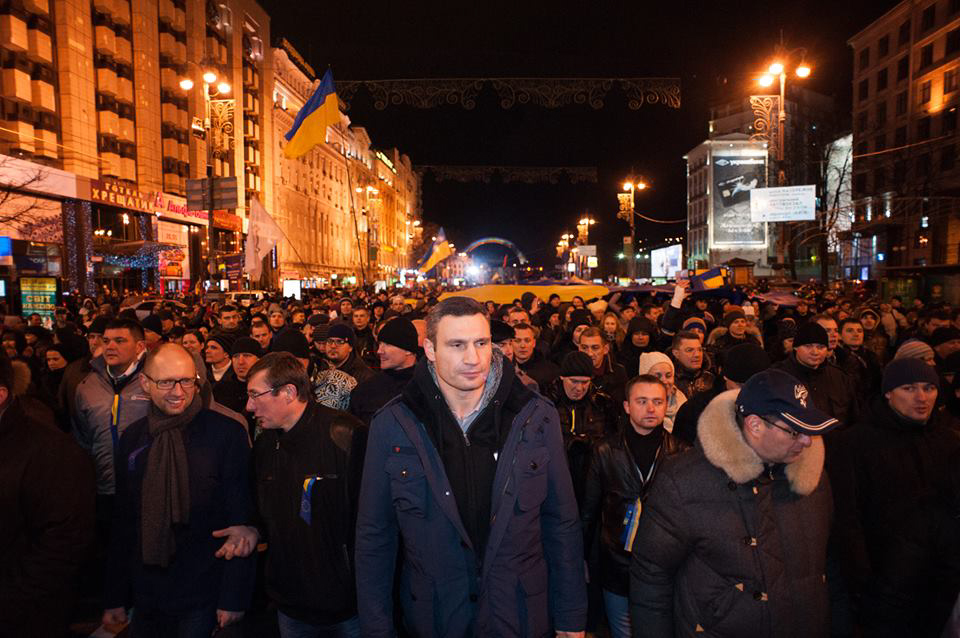
Klicsko 2013 novemberében egy kijevi tüntetésen

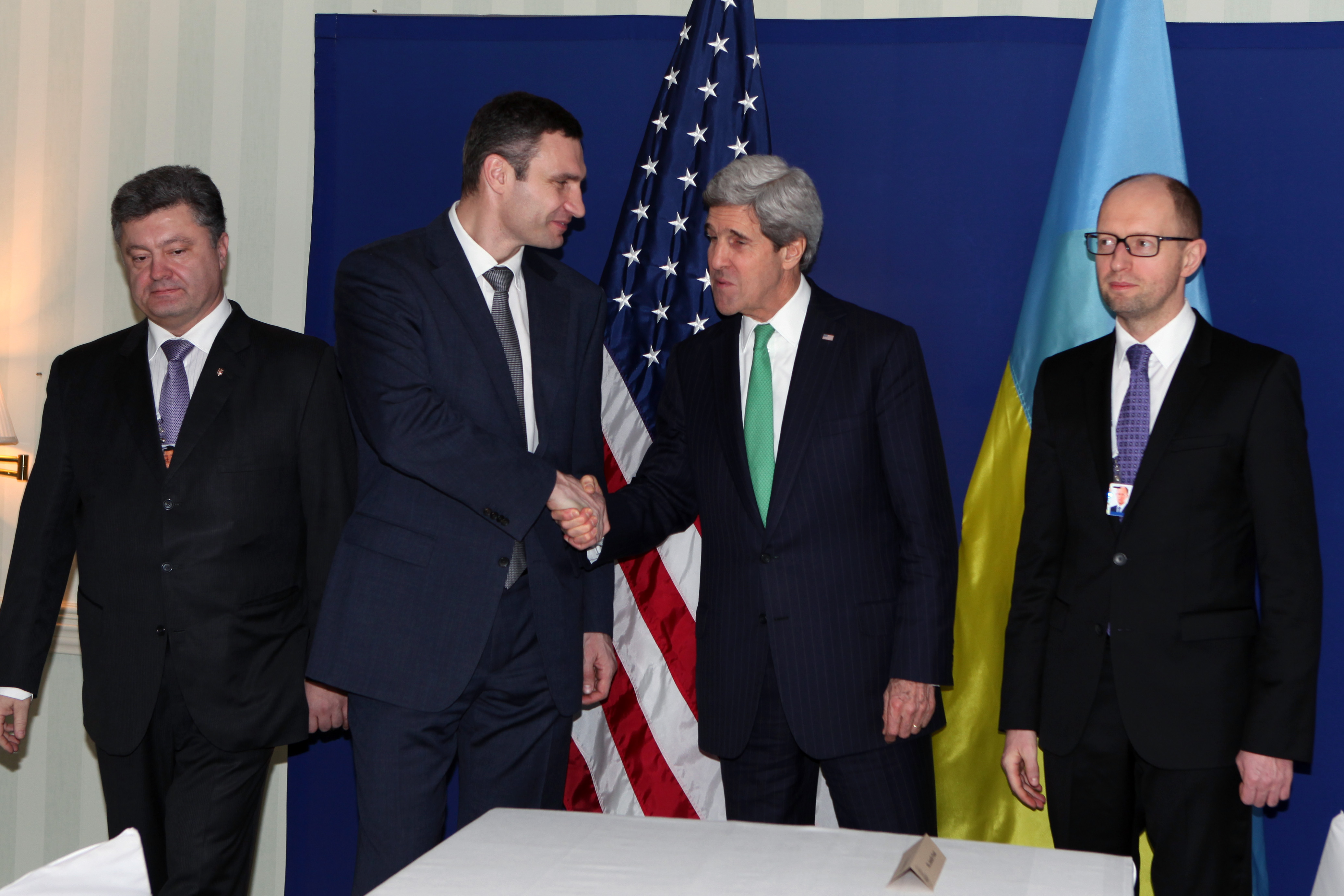
Petro Porosenko ukrán elnök, Vitalij Klicsko kijevi polgármester, John Kerry amerikai külügyminiszter és Arszenyij Jacenyuk ukrán miniszterelnök.

Vitalij Klicsko 2004-ben kezdett politizálni, amikor testvérével Volodimirral közösen nyíltan támogatták Viktor Juscsenko elnökké választását. Később támogatták Juscsenkót a narancsos forradalom alatt is, ezek után 2014-ben a Petro Porosenko Blokk színeiben Kijev polgármesterévé választották.